# Contango
 (juin 2025).
Si vous disposez d'ouvrages ou d'articles de référence ou si vous connaissez des sites web de qualité traitant du thème abordé ici, merci de compléter l'article en donnant les références utiles à sa vérifiabilité et en les liant à la section « Notes et références ».
 (juin 2025).
Sa qualité peut être largement améliorée en utilisant un vocabulaire plus directement compréhensible.
Le terme contango fait référence à une condition particulière de marché dans laquelle le prix d'un forward ou d'un future s'échange à un prix supérieur au prix spot attendu au moment où la maturité (échéance) du contrat sera atteinte. La courbe de future ou de forward qui en résulte a alors une pente positive, puisque plus leur maturité est lointaine, plus ces contrats se vendent à des prix élevés. Un terme français équivalent est le report, de même déport désigne l'antonyme, en anglais backwardation. La multiplication des synonymes vient probablement du cloisonnement qui existe entre le marché des changes (où l'emploi des termes déport et report est courant) et le marché des matières premières, dont les opérateurs et les méthodes diffèrent quelque peu.